# Cavernocymbium vetteri
Cavernocymbium vetteri là một loài nhện trong họ Amaurobiidae.
Loài này thuộc chi Cavernocymbium. Cavernocymbium vetteri được miêu tả năm 2005 bởi Ubick.